# شهرستان چروکی (آیووا)
شهرستان چروکی، آیووا (به انگلیسی: Cherokee County, Iowa) شهرستانی در ایالات متحده آمریکا است که در آیووا واقع شده‌است.